# Petter Johnsen Ertzgaard
Petter Johnsen Ertzgaard est né en 1784 et mort en 1848. Il est fermier et officier militaire. Il est choisi pour participer à l'Assemblée constituante norvégienne à Eidsvoll en 1814 et est ensuite également membre du Parlement de la Norvège. Il représente le dragonkorps Trondhjems en  1830 et 1833.